# 斯潘塞·李
斯潘塞·理查德·李（英語：Spencer Richard Lee，1998年10月14日—），美国男子摔跤运动员。他曾代表美国参加2024年夏季奥林匹克运动会摔跤比赛，获得男子自由式57公斤级银牌。